# Підошовноуступна виїмка
Підошовноуступна виїмка (виймання),(рос. почвоуступная выемка, англ. heading-and-bench mining; англ. Strossenbau m, stufenweiser Abbau m, Abbau m in Stufen) – очисна виїмка в довгому вибої уступної форми, при якій кожний уступ, що розташований вище, крім магазинного, випереджає нижній. На вугільних шахтах застосовується на крутих пластах середньої потужності з м’яким і середньої міцності вугіллям при суцільній і стовповій системах з напрямом руху очисного вибою за простяганням пласта. Вибій розбивається на уступи довжиною до 30 м. Випередження уступів – до 1–2 м. Роботи по відбійці вугілля (відбійними молотками) в уступах ведуться в напрямі зверху вниз під захистом помостів. П.в. на вугільних шахтах має обмежене застосування. На рудних шахтах П.в. використовується при відпрацюванні крутоспадних покладів за простяганням або пологих пластів за потужністю. При суцільній і камерно-стовповій системах розробки П.в. здійснюється в покладах потужністю 6–20 м з кутом падіння до 25 °. Вибійне бурове і вантажно-транспортне обладнання самохідне. Висота уступів 2,5–3,5 м. Руду відбивають шпурами або свердловинами глибиною, яка дорівнює висоті уступу. При виїмці декількома уступами ширина берм на них не менше 1,5–2 м. 